# Візіндорське сільське поселення
Візіндо́рське сільське поселення (рос. Визиндорское сельское поселение) — муніципальне утворення у складі Сисольського району Республіки Комі, Росія. Адміністративний центр — селище Візіндор.

## Населення
Населення — 616 осіб (2017, 730 у 2010, 939 у 2002, 1067 у 1989).

## Склад
До складу поселення входять такі населені пункти:
| Населений пункт  | Населення, осіб (1989) | Населення, осіб (2002) | Населення, осіб (2010) |
| ---------------- | ---------------------- | ---------------------- | ---------------------- |
| Візіндор, селище | 608                    | 567                    | 452                    |
| Шугрем, селище   | 459                    | 372                    | 278                    |